# Byczki (rejon grodzieński)
Byczki (biał. Бычкі) – wieś na Białorusi, położona w obwodzie grodzieńskim w rejonie grodzieńskim w sielsowiecie kopciowskim.
W latach 1921–1939 Byczki należały do gminy Hornica w ówczesnym województwie białostockim.
Według Powszechnego Spisu Ludności z 1921 roku wieś zamieszkiwały 102 osoby, 99 było wyznania rzymskokatolickiego, a 3 prawosławnego. Wszyscy mieszkańcy zadeklarowali polską przynależność narodową. We wsi było 17 budynków mieszkalnych.